# Kamsar

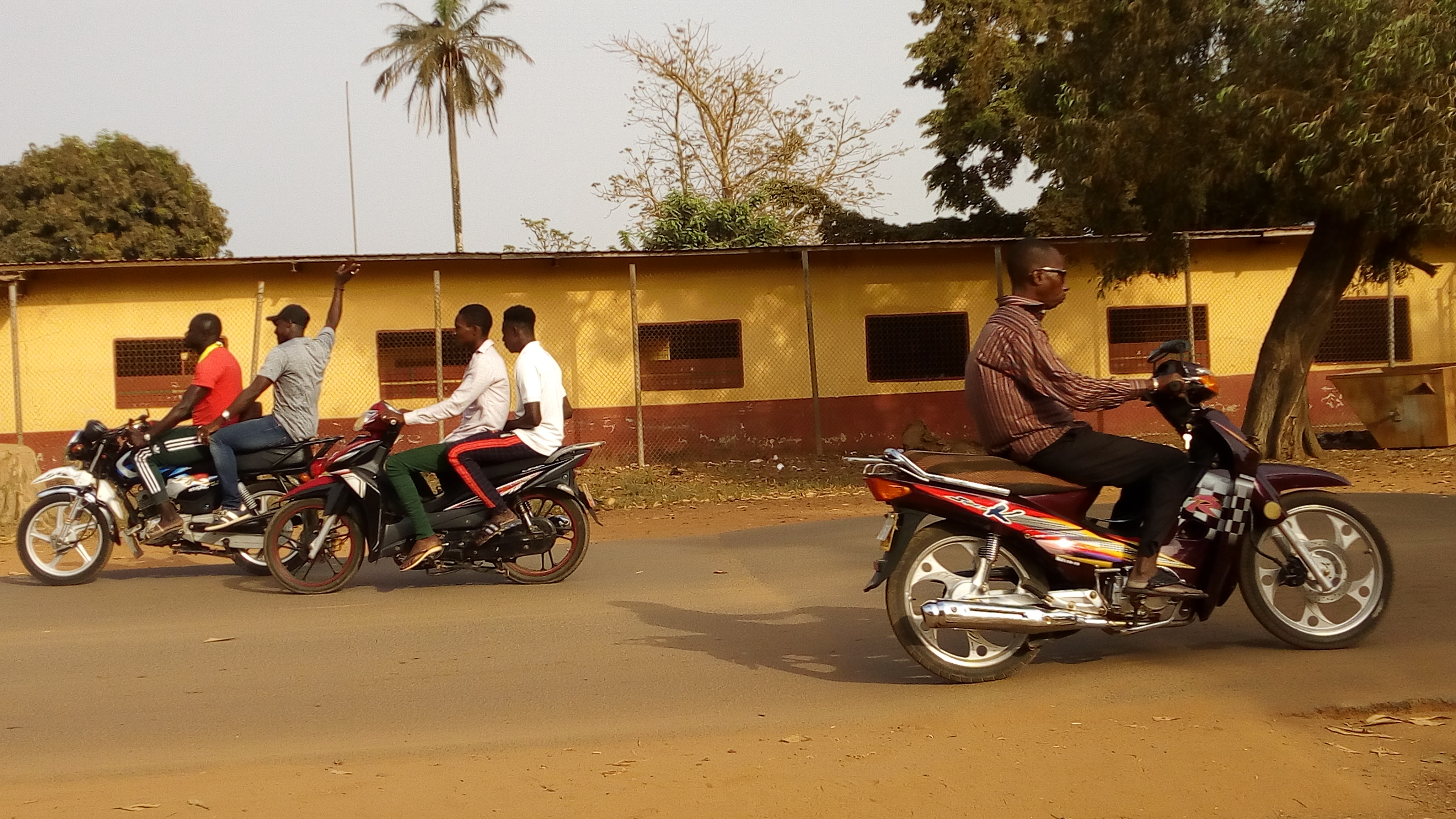
Kamsar

Kamsar vagy Port Kamsar egy kikötőváros Guineában. Lakossága 2014-ben 113 108 fő volt.

## Szállítás
A kikötőbe normál nyomtávú vasúton érkezik a bauxit a Sangadériben lévő bányából.